# 바바라브라운티티
바바라브라운티티(Callicebus barbarabrownae)는 신세계원숭이에 속하는 티티원숭이의 일종이다. 금발티티 또는 바이아북부티티로도 불린다. 심각한 멸종 위기에 처한 종으로 브라질 북동부 카팅가의 고유종이며, 성숙한 개체가 250마리 미만으로 남아 있는 것으로 추정된다. 바바라브라운티티는 동물학자 바바라 엘레인 러셀 브라운(Barbara Elaine Russell Brown)의 이름을 따서 명명되었다.

## 특징
바바라브라운티티는 새벽과 해질녘에 과일, 나뭇잎, 곤충을 찾으며 가장 활발하게 움직이고, 정오에는 휴식을 취한다. 수컷은 먹이를 찾는 동안 무리를 이끌며, 다양한 소리와 시각적 신호로 다른 무리와 의사소통을 한다. 티티원숭이는 일부일처제이고, 한 무리는 강한 유대감을 가진 부모와 그 새끼로 구성된다. 짝짓기 파트너는 종종 나란히 앉아 꼬리를 휘감아 유대감을 강화한다.
암컷은 매년 우기에 5~6개월의 임신 기간을 거쳐 한 마리의 새끼를 낳고, 어린 새끼는 빠르게 성장하여 10개월 이내에 성체 크기에 도달한다.

## 분포 지역
금발티티원숭이는 개체 수가 적어 절멸위급종으로 지정되어 있다. 금발티티원숭이는 브라질 동부 대서양 삼림의 고유종으로, 바이아주와 세르지피주의 해안 고지대에서 발견된다. 대부분의 개체 수는 파라과수강(북쪽)과 살바도르(남쪽) 사이, 그리고 서쪽 미호로스 지역에서 발견된다. 추정 개체 수는 260마리이며 감소하고 있다.
바바라브라운티티는 2012년 세계에서 가장 멸종 위기에 처한 영장류 25종에 포함되었다.

## 서식지 및 생태
금발티티원숭이는 카팅가의 건조한 관목 지대에서 서식하며, 울창한 수목성 카팅가를 좋아한다. 주로 수목성 숲에 서식하는 경향이 있으며, 금발티티원숭이는 땅으로 내려오는 일은 거의 없다. 몸집이 작고 민첩한 영장류로, 네 발로 나뭇가지를 잘 오르내리며, 뒷다리를 사용하여 먼 거리를 건너 뛰고, 앞발로 나뭇가지를 잡는다. 쉬는 동안에는 몸을 구부리고 꼬리를 나뭇가지에 걸친다.

## 주요 위협
바바라브라운티티원숭이는 브라질의 한 지역에 서식하기 때문에 광범위한 삼림 벌채와 서식지 단편화에 시달리고 있다. 소 사육과 농업, 그리고 지속적인 도시화가 주요 위협 요소이다. 이 지역은 광범위한 고속도로망 덕분에 급속한 개발이 이루어지고 있다. 다른 위협 요소로는 도로와 전선으로 인한 잠재적 위험, 그리고 애완동물의 포식 등이 있다. 이 종은 소규모로 분산된 개체군을 이루며, 상승작용을 일으키는 유전적 및 인구학적 위험에 노출되어 있다. 사냥 압력은 확인이 필요하지만, 작은 몸집으로 인해 사냥 압력은 보통일 것으로 예상된다. 조사 과정에서 몇몇 개체가 애완동물로 사육되는 것이 발견되었다. 공식적인 보호구역에서는 금발티티원숭이가 발견되지 않는다.

## 보전 상태
세계 어디에서도 찾아볼 수 없는 수많은 종의 서식지임에도 불구하고, 금발티티원숭이의 서식지인 바이아의 숲은 전체의 1%에 불과하며, 현재 어떤 형태로든 보호받고 있다. 수많은 파괴 활동으로 인해 이 지역이 계속해서 훼손되고 있기 때문에 금발티티원숭이의 서식지를 보호하기 위한 조치가 필요하다. 브라질 환경연구소를 포함한 여러 기관들이 브라질의 멸종 위기 영장류에 대한 연구와 보호를 장려하기 위해 노력하고 있다. 또한 국제보존협회(Conservation International)는 분열된 숲을 연결하는 중앙 생물다양성 회랑(Central Biodiversity Corridor) 설립을 지원하고 있으며, 세계자연기금(WWF)은 브라질 대서양 숲에 대한 전반적인 보존 전략을 개발하고 있다. 이 수수께끼 같은 금발티티원숭이의 생태와 현황에 대한 추가 연구가 절실히 필요하다.